# Lista de deputados estaduais do Acre da 6.ª legislatura
Esta é a lista de deputados estaduais do Acre para a legislatura 1983–1987. Nas eleições, foram eleitos 24 deputados.

## Composição das bancadas
| Partido | Líder               | Bancada | Posição  |
| ------- | ------------------- | ------- | -------- |
| PMDB    | Edison Cadaxo       | 12 / 24 | Governo  |
| PDS     | Romildo Magalhães   | 11 / 24 | Oposição |
| PT      | Ivan de Castro Melo | 1 / 24  | Oposição |

## Deputados Estaduais
Em relação às 24 cadeiras da Assembleia Legislativa do Acre o PMDB conquistou doze, o PDS onze e o PT uma.
| Número | Deputados estaduais eleitos           | Partido | Votação | Percentual | Cidade onde nasceu | Unidade federativa  |
| 15015  | Raimundo Hermínio de Melo             | PMDB    | 4.284   | 5,48%      | Rio Branco         | Acre                |
| 15167  | Adalberto Aragão da Silva             | PMDB    | 3.502   | 4,48%      | Rio Branco         | Acre                |
| 15888  | Raimundo Sales da Costa               | PMDB    | 3.022   | 3,87%      | Sena Madureira     | Acre                |
| 15900  | Geraldo Pereira Maia                  | PMDB    | 2.807   | 3,59%      | Senador Guiomard   | Acre                |
| 11700  | Isnard Bastos Barbosa Leite           | PDS     | 2.766   | 3,54%      | Rio Branco         | Acre                |
| 11010  | Narciso Mendes                        | PDS     | 2.604   | 3,33%      | Patu               | Rio Grande do Norte |
| 11400  | Luiz Pereira de Lima                  | PDS     | 2.236   | 2,86%      | Rio Branco         | Acre                |
| 11311  | Railda Pereira da Silva               | PDS     | 2.227   | 2,85%      | Epitaciolândia     | Acre                |
| 11712  | Félix Bestene Neto                    | PDS     | 2.134   | 2,73%      | Brasiléia          | Acre                |
| 15999  | Manoel Machado da Rocha               | PMDB    | 2.105   | 2,69%      | Cruzeiro do Sul    | Acre                |
| 11211  | Edgar Fontes da Silva                 | PDS     | 2.069   | 2,65%      | Sena Madureira     | Acre                |
| 15123  | Maria Miriam Pinho Pascoal            | PMDB    | 1.991   | 2,55%      | Rio Branco         | Acre                |
| 15664  | Edison Cadaxo                         | PMDB    | 1.955   | 2,50%      | Boca do Acre       | Amazonas            |
| 15456  | Manoel Pacífico da Costa              | PMDB    | 1.860   | 2,38%      | Cruzeiro do Sul    | Acre                |
| 11011  | Hermelindo Guimarães Brasileiro       | PDS     | 1.855   | 2,37%      | Teresina           | Piauí               |
| 11170  | Maria das Vitórias Soares de Medeiros | PDS     | 1.816   | 2,32%      | Sena Madureira     | Acre                |
| 11666  | Adauto Brito da Frota                 | PDS     | 1.652   | 2,11%      | Cruzeiro do Sul    | Acre                |
| 15043  | Félix Vale Pereira                    | PMDB    | 1.652   | 2,11%      | Plácido de Castro  | Acre                |
| 15500  | Alcimar Nunes Leitão                  | PMDB    | 1.638   | 2,09%      | Feijó              | Acre                |
| 11444  | Kleber Pereira Campos                 | PDS     | 1.460   | 1,87%      | Manaus             | Amazonas            |
| 11111  | Romildo Magalhães                     | PDS     | 1.436   | 1,84%      | Feijó              | Acre                |
| 15150  | Francisco Taumaturgo                  | PMDB    | 1.413   | 1,81%      | Tarauacá           | Acre                |
| 15020  | Jader Saraiva Machado                 | PMDB    | 1.256   | 1,60%      | Eirunepé           | Amazonas            |
| 13613  | Ivan de Castro Melo                   | PT      | 968     | 1,24%      | Curitiba           | Paraná              |